# 纳杜尔
纳杜尔，是马耳他的市镇，位于戈佐岛东北岸的高地上。市镇面积为7.2平方公里，2014年人口数量为4,509人。